# Carcinosi peritoneale
Con il termine di carcinosi peritoneale si indica la presenza di cellule tumorali nella cavità peritoneale. Esse formano dei noduli che crescono sulla membrana stessa (peritoneo).
In genere la presenza di cellule tumorali nel peritoneo è associata alla presenza di liquido ascitico, al cui interno possono essere presenti cellule tumorali libere.

## Eziologia
Le cellule tumorali possono derivare da tumori maligni che originano dal peritoneo stesso (Pseudomixoma del peritoneo, Mesotelioma peritoneale) ma più spesso derivano da tumori che hanno origine in altri organi. I tumori che più spesso provocano un quadro di carcinosi peritoneali sono:
- carcinoma dell'ovaio;
- carcinoma dello stomaco;
- carcinoma della mammella;
- carcinoma del colon o del retto;
- tumore del pancreas;
- melanoma.

## Segni e sintomi
La presenza di noduli tumorali sulla membrana peritoneale provoca in genere i seguenti sintomi (disturbi avvertiti dal paziente):
- disturbi addominali vaghi ed aspecifici: disturbi della digestione, senso di gonfiore precoce ai pasti, senso di pesantezza;
- disturbi del transito intestinale, fino alla sub-occlusione e all'occlusione intestinale;
- aumento di volume dell'addome legato alla presenza di ascite ed eventuale aumento di peso dovuto all'accumulo di liquidi.

I segni sono legati alla presenza di liquido nella cavità peritoneale (ascite).

## Diagnosi
La diagnosi si basa sulla dimostrazione mediante esami diagnostici (ecografia, TAC, ecc.) di liquido peritoneale, il cui volume può variare da pochi millilitri a diversi litri. In presenza di liquido ascitico è spesso possibile rilevare al suo interno – mediante esame citologico – le cellule neoplastiche. In genere non è, però, possibile identificare il tessuto di origine di queste cellule che sono troppo sdifferenziate.
Il dosaggio dei marcatori tumorali può dare delle utili indicazioni. Questo può essere effettuato sia nel sangue che nel liquido ascitico. Poiché dal punto di vista diagnostico (e prognostico) l'elemento più importante è stabilire se la carcinosi peritoneale ha origine da un carcinoma di tipo ovarico, è importante dosare il Ca125. Questo è sempre modicamente elevato in tutte le condizioni di carcinosi peritoneale (con valori intorno a 300 U/ml) ma, quando questa è dovuta ad un carcinoma dell'ovaio raggiunge, valori intorno a 3 000 U/ml. Questo marcatore può essere dosato anche nel liquido ascitico, dove il valore può raggiungere le 30 000 U/ml. Esistono tuttavia delle pazienti con carcinoma dell'ovaio in cui non si osserva un aumento del marcatore Ca125.

## Terapie
Quando l'ascite è voluminosa e provoca dei disturbi, si può ottenere un rapido sollievo effettuando una paracentesi, cioè asportando alcuni litri di liquido. Questo purtroppo non impedisce che il liquido si formi nuovamente, e le paracentesi ripetute possono provocare dei disturbi idro-elettrolitici.
L'unica terapia efficace è quella eziologica, cioè diretta contro la neoplasia che ha dato origine alla carcinosi. La sua efficacia dipende quindi dalla sensibilità della neoplasia ai trattamenti disponibili.
In alcuni casi molto selezionati di neoplasie primitive del peritoneo o di neoplasie resistenti al trattamento sistemico è stata proposta una manovra molto impegnativa e gravata da elevata morbilità e mortalità che è la peritoneectomia. Questa può anche essere associata alla infusione di chemioterapici e di liquidi riscaldati a 43 °C all'interno della cavità peritoneale (chemio-ipertermia intraperitoneale, HIPEC dalla sigla inglese). Purtroppo nella letteratura medica non sono ancora disponibili studi attendibili che dimostrino la reale efficacia di questo trattamento e l'entità del beneficio che ne risulta. Rimane infatti il sospetto che il beneficio riportato in molti studi sia soprattutto legato ad una accurata selezione di pazienti in buone condizioni generali e con malattia relativamente limitata.
La chemioterapia intraperitoneale tradizionale non dà vantaggi rispetto alla terapia sistemica endovenosa.

## Prognosi
Il decorso della carcinosi peritoneale dipende dalla possibilità di curare la neoplasia alla base del quadro clinico.
Il tumore dell'ovaio è relativamente sensibile alla chemioterapia sistemica e in tali casi la prognosi è migliore rispetto ai quadri di carcinosi peritoneale dovuti ad altre neoplasie.
La storia clinica della carcinosi peritoneale è legato alla comparsa di episodi di occlusione intestinale. Nelle fasi iniziali si ha spesso una risoluzione spontanea ma, in seguito, il quadro può essere trattato solo mediante il confezionamento di una stomia (ileostomia o colostomia). Purtroppo questo intervento ha in genere un'efficacia di breve durata in quanto non elimina la causa della ostruzione, cioè la presenza dei noduli neoplastici sul peritoneo.